# Вебер, Михаил Юрьевич
Михаил Юрьевич Вебер (род. 29 июля 1971 года) — российский спортсмен, пауэрлифтер, общественный деятель, бизнесмен.

## Биография

### Спортивные заслуги
Трёхкратный чемпион мира, трёхкратный чемпион Европы и четырнадцатикратный чемпион России по пауэрлифтингу в системе WDFPF (англ. World Drug-Free Powerlifting Federation), обладатель Кубка Евразии AWPC по жиму лежа, победитель международного турнира по пауэрлифтингу и жиму лежа «Lexen Extreme» в американском Колумбусе, пятикратный рекордсмен мира среди сабмастеров (33-39 лет) AWPC. Выиграл чемпионат Европы по пауэрлифтингу и жиму лежа WPF 2-8 июня 2011 года в Ирландии, где Михаил занял 1-е место в весовой категории 90 кг и установил мировой рекорд в жиме лежа (236 кг), что на 1 кг превышает предыдущее достижение, установленное английским атлетом. Параллельно с этим Михаил принимал участие в «экипировочной» федерации WPC (World Powerlifting Congress), в чьих соревнованиях три раза становился чемпионом Евразии, три раза — чемпионом России, занял второе место на чемпионате мира WUAP в Германии в 2008 году.
Также Вебером было установлено 3 мировых рекорда в категории сабветеранов (возраст 33-39 лет): 215 кг в категории 82,5 кг и 232,5 кг и 235 кг в категории 90 кг.

### Спортивная деятельность
Вице-президент Федерации силовых видов спорта Ростовской области, член президиума Федерации пауэрлифтинга WPC Ростовской области, вице-президент Федерации бодибилдинга Ростова-на-Дону, региональный представитель Профессиональной лиги Силового экстрима им. В. Турчинского, директор ДЮСШ «Гребной канал „Дон“».
Организатор силовых турниров международного масштаба. По его собственному мнению, высказанному в интервью изданию Железный мир, первым крупным турниром, организованным им, был в 2008 году — чемпионате России WPC-AWPC в Ростове-на-Дону.

## Общественная и личная жизнь
Родился в семье русского и Ирины Фридриховны Вебер, происходившей из поволжских немцев, в Ростове-на-Дону в 1971 году. Начал свои занятия тяжёлой атлетикой в 1986 году, в настоящее время активно участвует в делах социальной и религиозной жизни немецкой общины региона. Помимо спортивных достижений, Михаил Вебер активно занимается общественной деятельностью. Михаил Вебер является заместителем руководителя национально-культурной автономии немцев Дона и членом совета Регионального общества российских немцев «Видергебурт—Дон», которой уже много лет руководит его мать Ирина Вебер. Также Михаил с 2017 года является вице-президентом ростовской федерации тяжёлой атлетики.. Лауреат премии «Лучшие имена немцев России — 2011» в области спорта.